# Hockey Valdagno 1938 2015-2016
Questa voce raccoglie le informazioni riguardanti l'Hockey Valdagno 1938 nelle competizioni ufficiali della stagione 2015-2016.

## Maglie e sponsor
Lo sponsor ufficiale per la stagione 2015-2016 è Admiral Group.
| 1ª divisa | 2ª divisa |

## Organico

### Giocatori
| N° | Naz.              | Ruolo | Sportivo           |  |  |  |
| -- | ----------------- | ----- | ------------------ |  |  |  |
|    | Italia (bandiera) | E     | Alberto Bertoldi   |  |  |  |
|    | Italia (bandiera) | E     | Andrea Bicego      |  |  |  |
|    | Italia (bandiera) | E     | Stefano Campagnolo |  |  |  |
|    | Italia (bandiera) | P     | Massimo Cunegatti  |  |  |  |
|    | Spagna (bandiera) | E     | Juan Fariza        |  |  |  |
|    | Italia (bandiera) | E     | Tommaso Marchesini |  |  |  |
|    | Italia (bandiera) | E     | Giulio Nardon      |  |  |  |
|    | Italia (bandiera) | P     | Luca Nieddu        |  |  |  |
|    | Italia (bandiera) | E     | Alberto Peripolli  |  |  |  |
|    | Spagna (bandiera) | E     | Guillem Ribot      |  |  |  |
|    | Italia (bandiera) | E     | Filippo Zambon     |  |  |  |
|    | Italia (bandiera) | E     | Giovanni Zen       |  |  |  |

### Staff tecnico
- Allenatore:  Franco Vanzo
- Allenatore in seconda:  Andrea Bellon
- Meccanico:  Andrea Guiotto